# Vitorino de Pettau
Vitorino de Pettau (em latim: Victorinus Petavionensis) foi um escritor eclesiástico primitivo muito famoso por volta do ano de 270 e que foi martirizado durante as perseguições do imperador Diocleciano. Um bispo de Petóvio (em esloveno:  Ptuj; em alemão:  Pettau) na Panônia e também chamado de Victorino de Ptuj ou Victorino de Pettau em fontes mais antigas.

## Vida e obras
Nascido provavelmente na Grécia, nos confins do Império Romano ou em Petóvio, que tinha uma população bastante heterogênea em função de sua característica militar. Vitório falava grego melhor que latim, o que explicaria por que, na opinião de Jerônimo, seus trabalhos escritos em latim serem mais importantes pelo conteúdo que pelo estilo em De Viris Illustribus, capítulo 74. Ele foi o primeiro teólogo a usar latim em sua exegese.
Suas obras foram listadas entre os livros apócrifos no decreto - posteriormente atribuído ao bispo de Roma Gelásio - que os excluiu e anatemizou juntamente com o de muitos padres do cristianismo primitivo mais antigo, o Decretum Gelasianum. Isso significa dizer que suas obras não estão livres de erros . Na linha oposta, Jerônimo o honra colocando-o numa lista de diversos outros escritores veneráveis. Ainda segundo ele, Vitório compôs comentários sobre vários livros da Bíblia, além de tratados combatendo as heresias de seu tempo.
Todos os seus trabalhos desapareceram, exceto seu comentário sobre o Apocalipse e um pequeno tratado sobre "A construção do mundo" (De fabrica mundi). Muitos estudiosos concordam que estes textos são realmente autênticas obras dele. A edição de Jacques Paul Migne em Patrologia Latina (livro V, 301-44 de 1844) não deve mais ser considerada como confiável desde a descoberta de um importante códice por Haussleiter (editado no Corpus Scriptorum Ecclesiasticorum Latinorum - CSEL - 49, 1916) e atualizado para a obra-referência atual de M. Dulaey (SCh 421 - 1997). 

## Comentário sobre o Apocalipse
Por meio de uma visão geral muito breve, em seu Comentário sobre o Apocalipse, Vitorino entendeu as sete igrejas abordadas no Livro do Apocalipse como representantes de sete tipos de cristãos, e os sete selos do Apocalipse 5-8 como uma profecia da dissipação do Evangelho pelo mundo. Ele diz que a segunda vinda de Cristo e o Apocalipse subsequente seriam prenunciados por guerras, fome e perseguição à Igreja. O cavaleiro coroado dos quatro cavaleiros, que está sentado no cavalo branco (Apocalipse 6:1-8), é visto por Vitorino como a Igreja avançando em seu triunfo sobre o paganismo, enquanto os cavalos vermelhos, pretos e amarelos são compreendidos como representações das guerras, fomes e destruições aparentes no tempo do Anticristo. O dragão vermelho de sete cabeças de Apocalipse 12 é interpretado como o Império Romano, que por si só traz o Anticristo no fim dos tempos. O Anticristo aparece na grande batalha no céu e é expulso para a terra onde ele domina após os três anos e meio de pregação do profeta Elias. Elias e Jeremias são considerados o primeiro e o segundo anjos mencionados em Apocalipse 14, e anteciparam o tempo antes da segunda vinda de Cristo. A besta leopardo em Apocalipse 13 é então interpretada como o reino do Anticristo.